# Sąd Konstytucyjny (Mołdawia)
Sąd Konstytucyjny Republiki Mołdawii (Curtea Constituțională a Republicii Moldova) – mołdawski sąd konstytucyjny, organ władzy sądowniczej. Został utworzony w 1995. Jego podstawowym zadaniem jest sądowa kontrola konstytucyjności prawa, w szczególności kontrolowanie zgodności norm prawnych niższego rzędu (rangi ustawowej lub podustawowej) z normami prawnymi wyższego rzędu, przede wszystkim z Konstytucją i niektórymi umowami międzynarodowymi (tzw. sąd prawa). Prezeską mołdawskiego SK od 2023 jest, wybrana po raz drugi Domnica Manole. Jego siedziba mieści się w Kiszyniowie przy Strada Alexandru Lăpușneanu 28.

## Prezesi
| Lp | Zdjęcie | Imię i nazwisko             | Okres pełnienia funkcji | Okres pełnienia funkcji |
| -- | ------- | --------------------------- | ----------------------- | ----------------------- |
| 1  |         | Pavel Barbalat (1935–2004)  | 23 lutego 1995          | 23 lutego 2001          |
| 2  |         | Victor Pușcaș (1943–2023)   | 27 lutego 2001          | 2007                    |
| 3  |         | Dumitru Pulbere (ur. 1952)  | 1 marca 2007            | 28 września 2011        |
| 4  |         | Alexandru Tănase (ur. 1971) | październik 2011        | maj 2017                |
| 5  |         | Tudor Panțîru (ur. 1951)    | 12 maja 2017            | 31 stycznia 2018        |
| 6  |         | Mihai Poalelungi (ur. 1962) | 16 marca 2018           | 20 czerwca 2019         |
| 7  |         | Vladimir Țurcan (ur. 1954)  | wrzesień 2019           | kwiecień 2020           |
| 8  |         | Domnica Manole (ur. 1961)   | kwiecień 2020           | kwiecień 2023           |
| 9  |         | Nicolae Roșca (ur. 1962)    | kwiecień 2023           | 9 listopada 2023        |
| 10 |         | Domnica Manole (ur. 1961)   | 10 listopada 2023       | obecnie                 |